# Гедин, Свен
Свен А́ндерс Геди́н (швед. Sven Anders Hedin; 19 февраля 1865, Стокгольм — 26 ноября 1952, там же) — шведский путешественник, географ, журналист, писатель, график, общественный деятель.

## Биография
Выходец из старинной стокгольмской бюргерской семьи. Убежденный лютеранин. Женат не был.
В 1886–1892 годах изучал географию, минералогию и зоологию в различных университетах.
В 1885 году отправился в Баку, где стал домашним учителем в семье, глава которой работал на одном из предприятий братьев Нобель. За время пребывания в Баку Гедин хорошо выучил русский язык. Когда в последующие годы он организовывал свои экспедиции, то российские власти оказывали ему существенную поддержку. В 1899 году его повторно принял император Николай II, который выделил ему охрану из четырех казаков, которые должны были сопровождать его весь путь, через Тибет до Британской Индии. В 1890 году, во время первого посещения Кашгара, Гедин познакомился там с российским консулом Николаем Петровским, который в 1894 году убедил Гедина отправиться не в Тибет, а на Памир, который был более важен для интересов России.
В 1886—1935 годы Гедин предпринял многочисленные экспедиции в Тибет, Монголию и Центральную Азию, благодаря которым были описаны многие исторические памятники и ландшафты, устранены многие «белые пятна» на карте мира. В одном лишь Тибете он нанёс на карту около 170 000 квадратных километров. В 1899 году он открыл и исследовал древний город Лулан в Синьцзяне.
Многие из его карт составлены, по сравнению с современными, лишь с незначительными погрешностями (максимальная ошибка в расстоянии, по оценкам Карла Розена (1918), составляла 2 %).

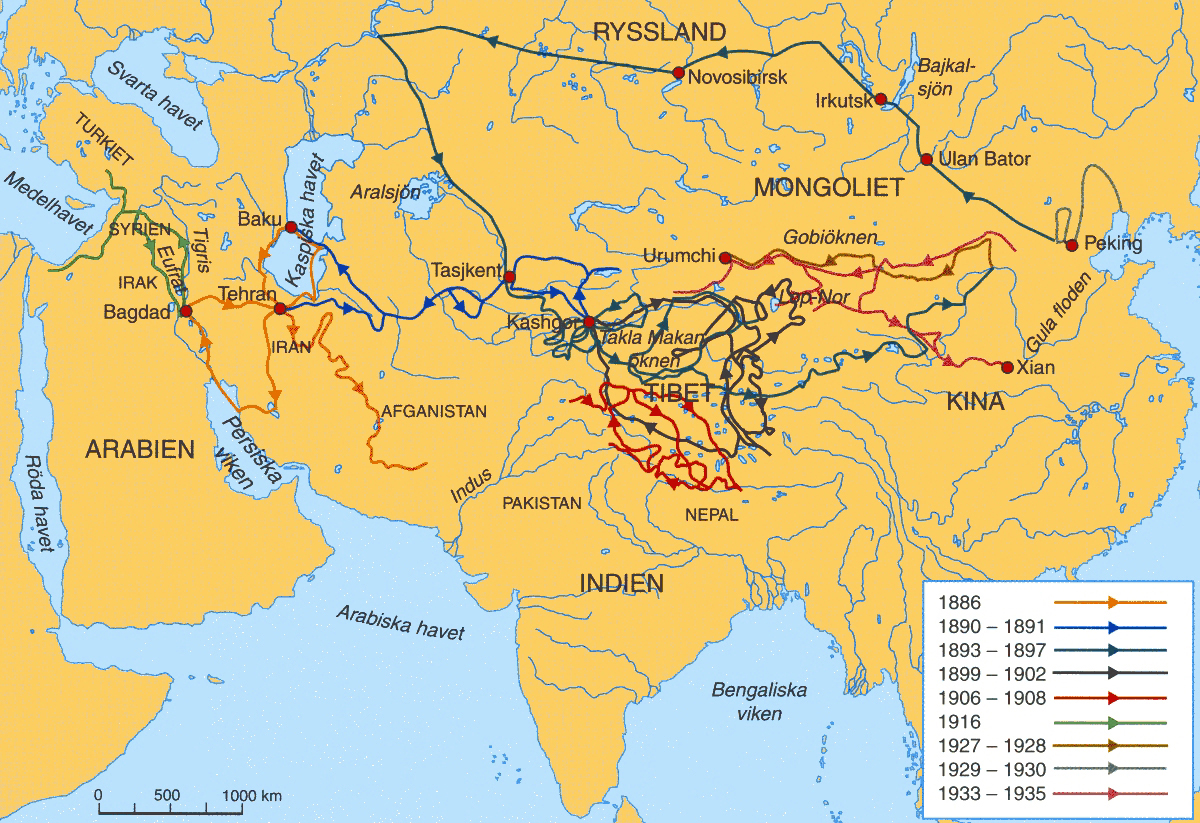
Маршруты экспедиций Гедина

В 1912 году Гедин издал брошюру «Слово Предостережения», в которой он призывал шведский народ осознать неизбежность войны с Российской империей и утверждал, что спасти Швецию могла бы только хорошо обученная армия и сильный флот. В 1912 году в связи с этим Гедин был исключён из Императорского Русского географического общества и полностью прекратил все связи с российскими властями. В 1924 году по пути из Пекина в Стокгольм уже власти СССР пригласили его выступить с лекциями в Москве и Ленинграде, с ним встречались Чичерин и Луначарский. Гедин пообещал, что будет выступать за установление дипломатических отношений между Швецией и СССР. Налаженные Свеном Гедином контакты с советскими властями помогли ему успешно провести в 1927—1935 годах последнюю большую синьцзянскую экспедицию, во время которой существенную помощь ему оказывал генеральный консул СССР в Урумчи Гарегин Апресов. В благодарность он стал пересылать в научные учреждения СССР свои опубликованные научные труды.
Гедин был последним человеком, которому шведский король пожаловал дворянство (в 1902; формально институт дворянства был упразднён в Швеции в 1975). В 1920—1930 гг. он был наиболее известным в мире шведом, его книги были опубликованы во многих странах мира, в том числе в СССР.  В 1927—1931 годах проводил во Внутренней Монголии раскопки города Хара-Хото.
Гедин, будучи консерватором, связанным с пангерманистским движением, стоял на германофильских позициях в Первую мировую войну, открыто высказывался в поддержку Гитлера, во время 1-й и 2-й мировой войны публиковал статьи и книги в поддержку Германии. По ходатайству Гедина в Германии были спасены несколько еврейских семей, в Норвегии — помилованы участники заговора против оккупантов (смертную казнь им заменили 10-летним заключением, причём почти все они пережили войну). Когда в начале 1940-х Гедин подготовил к печати антиамериканскую книгу, в Германии отказались её публиковать, поскольку в ней Гедин признал, что является на 1/16 евреем и не собирается отказываться от своего происхождения. Тем не менее, когда Гитлер совершил самоубийство, Гедин написал некролог для газеты «Dagens Nyheter», где писал о нём в положительных тонах.
Кавалер многочисленных орденов и медалей, почётный член многих научных обществ (из некоторых исключался в связи с политической активностью). Его частный архив хранится в государственных архивах Швеции.
Автор множества монографий и нескольких книг воспоминаний, где даётся немало интересных подробностей о выдающихся людях, с которыми ему доводилось встречаться в России, Китае, Иране, Монголии, Тибете, Индии, Германии, Австрии, Италии, Англии, США и некоторых других странах.

## Награды
- Медаль Котениуса (1925)
- Орден короны 2-й степени со звездой (1903)

## Память
- В 1964 году Международный астрономический союз присвоил имя Свена Гедина кратеру на видимой стороне Луны.

### Избранные труды
- Genom Persien, Mesopotamien och Kaukasien: reseminnen, 1887
- Genom Khorasan och Turkestan: minnen från en resa i Centralasien 1890 och 1891, 1892-93
- En färd genom Asien (Путешествие по Азии), 1-2, 1898 (русский перевод: Свен Гедин. В Сердце Азии, Санкт-Петербург, 1899; последее издание: Свен Хедин «В сердце Азии», Москва, Ломоносовъ, 2010 г.)
- Asien — Tusen mil på okända vägar 1-2, 1903
- Öfver land till Indien 1-2
- Scientific results of a journey in Central Asia 1899—1902, 1-7, 1904-07
- Transhimalaya: upptäckter och äfventyr i Tibet 1-3, 1909-12
- Från pol till pol (От полюса к полюсу), 1-2, 1911
- Fronten i väster (Фронт на Западе), 1915
- Kriget mot Ryssland (Война против России), 1915
- Ein Volk in Waffen: den deutschen Soldaten gewidmet (Вооружённый народ: посвящается немецким солдатам), 1915
- Southern Tibet: discoveries in former times compared with my own researches in 1906—1908, 1-12, 1915-22
- Till Jerusalem (В Иерусалим), 1917
- En levnadsteckning, 1920
- Jehol — Kejsarstaden, 1931
- Erövringståg i Tibet (Завоевательный поход в Тибет), 1934
- Stora hästens flykt, 1935
- Tyskland — 60 år (Германия — 60 лет), 1939
- Chiang Kai-Shek: marskalk av Kina (Чан Кайши: маршал Китая), 1939
- Mitt liv som upptäcksresande (Моя жизнь путешественника), 1-4, 1930
- Det kämpande Tyskland (under medverkan av Sven Hedin) (Сражающаяся Германия — книга написана при его участии), 1941
- History of the expedition in Asia 1927—1935, 1-4, 1943-45
- Utan uppdrag i Berlin (Без поручения в Берлине), 1949
- Mina hundar i Asien, 1952